# Kim Dong-sung (Shorttracker)
Kim Dong-sung (kor. 김동성; * 9. Februar 1980 in Seoul) ist ein ehemaliger Shorttracker und Shorttracktrainer aus Südkorea.

## Leben
Kim Dong-sung wurde als drittes Kind von Kim Tae-young und seiner Frau Yoo Young-hee geboren. Im Alter von sieben Jahren begann er mit Eisschnelllauf, aber wechselte zwei Jahre später zum Shorttrack.

## Laufbahn als Shorttracker
Kim gewann 1997 bei den Shorttrack-Juniorenweltmeisterschaften in Marquette fünf Goldmedaillen. Bei den Weltmeisterschaften in Nagano gewann er im selben Jahr vier Goldmedaillen und eine Silbermedaille. Zudem gewann er 1997 mit dem südkoreanischen Team die Teamweltmeisterschaften in Seoul. Es folgten viele weitere Medaillen bei den Weltmeisterschaften. Bei den Weltmeisterschaften 2002 in Montreal gewann er alle Goldmedaillen der Herren, auch mit der Staffel. Nur bei den Teamweltmeisterschaften 2002 in Milwaukee gewann das südkoreanische Team lediglich Bronze.
Bei den Olympischen Winterspielen 1998 in Nagano wurde er Olympiasieger über die Distanz über 1000 m und gewann mit der Staffel die Silbermedaille.
Zudem errang er drei Gold-, drei Silber- und zwei Bronzemedaillen bei den Winter-Asienspielen.
2002 schloss er sein Studium an der Korea University ab. 2005 erklärte er seinen Rücktritt, aufgrund von chronischen Knieproblemen.

## Laufbahn als Trainer
Nach seiner aktiven Laufbahn wurde er Shorttracktrainer in Virginia und Maryland. 2011 wurde er suspendiert, da er Körperstrafen angewandt haben soll.

## Wirken als Kommentator
Bei den Olympischen Winterspielen 2006 in Turin arbeitete er als Kommentator für den südkoreanischen Sender MBC.
2011 kehrte er nach Südkorea zurück und arbeitete als Shorttrack-Kommentator für den Sender KBS. Bei den Olympischen Winterspielen 2014 in Sotschi arbeitete er als Kommentator für den südkoreanischen Sender KBS.

## Ehrungen
- Medaille „Blue Dragon“ der Republik Korea.